# Gran Priorato Rectificado de Hispania
El Gran Priorato Rectificado de Hispania es una Orden cristiana masónica y caballeresca cuyo objetivo es, en primer lugar, permitir al hombre despertar su verdadera naturaleza divina primitiva a través de los símbolos, las máximas y las instrucciones de sus rituales masónicos, reconociendo así su semejanza con el Creador y, en segundo lugar, convertirlo en un fiel Caballero de Cristo al servicio del hombre para hacer reinar la justicia a través de la vía caballeresca. Masones y Caballeros tienen en común la práctica de las virtudes cristianas y una beneficencia esclarecida que pone de manifiesto la autenticidad de su buen hacer.
La vía masónica y caballeresca del Gran Priorato Rectificado de Hispania se estructura según un sistema conocido como Régimen Escocés & Rectificado, constituido en Francia a finales del siglo XVIII. Tras un pequeño eclipse aparente en el siglo XIX, este sistema resurge en nuestra época con una fuerte vitalidad.

## Historia
En 1773-1774, Jean-Baptiste Willermoz y sus Hermanos de Estrasburgo, Lyon y Burdeos se hacen “rectificar”, es decir, recibir en el sistema alemán conocido como Estricta Observancia Templaria. Se constituyen los tres Directorios franceses de Lyon, Estrasburgo y Burdeos del Régimen Escocés Rectificado.
En mayo de 1776, se firma un Tratado de Unión entre los Directorios del Régimen Rectificado y el Gran Oriente de Francia. Artículo 6: “El Gran Oriente y los Grandes Dignatarios, conservarán cada uno, respectiva y exclusivamente, la administración y disciplina sobre las Logias de su Rito y su Régimen”.
Entre el 25 de noviembre y el 10 de diciembre de 1778 se lleva a cabo el Convento de las Galias en Lyon, Francia. Adopción del “Código Masónico de las Logias Reunidas y Rectificadas” y del “Código General de la Orden de los Caballeros Bienhechores de la Ciudad Santa”, que son los Códigos del Régimen aún en vigor.
Creación del Priorato de Helvetia (Suiza).
Entre el 16 de julio y el 1º de septiembre de 1782, Convento en Wilhelmsbad, cerca de Anau, en Alemania. Generalización en Europa del Régimen Rectificado.
El Priorato de Helvetia deviene Gran Priorato.
El 5 de mayo de 1789 estalla la Revolución en Francia, abriéndose en el país un período de inestabilidad en todos los aspectos que durará hasta el 9 de noviembre de 1799, en que Napoleón Bonaparte da el golpe de Estado que pone punto final al proceso revolucionario, dando paso a la nueva etapa del consulado. Durante la etapa revolucionaria, la actividad del Régimen Rectificado en Francia fue nula, manteniéndose vivo no obstante en Suiza.
El 2 de febrero de 1793, fundación de la Logia “El Centro de los Amigos” por la transformación de la antigua Logia de Guardas Suizos Guillermo Tell, fundada el 25 de junio de 1778.
Reconstitución del Directorio (Prefectura) de Besansón en Francia.
El 8 de noviembre de 1808, la Logia “El Centro de los Amigos”, a petición suya, y por decisión de J.B. Willermoz, se une al Régimen Escocés Rectificado y se convierte en Directorio (Prefectura) de Neustria.
El 14 de junio de 1811, Tratado de Alianza entre el Régimen Escocés Rectificado y el Gran Oriente de Francia (renovación del de 1776).
Despertar efímero de la Prefectura de Neustria.
Despertar de la Prefectura de Besansón en la que los trabajos proseguirán más allá de 1860.
El 11 de junio de 1910, E. de Ribaucourt, C. Savoire y G. Bastard, miembros del Gran Oriente de Francia, son armados C.B.C.S. en Ginebra (Suiza). Ese mismo día el Gran Priorato Independiente de Helvetia crea una Encomienda en París dependiente de la Prefectura de Ginebra y hace entrega a Ribaucourt de una Patente con vistas a la constitución de la Prefectura de París y a volver a poner en marcha el Directorio de Neustria. Ese mismo día, despertar de la Logia “El Centro de los Amigos”, que será reconocida por el G.O.D.F. el 15 de marzo de 1911.
Entre los días 15 al 18 de abril de 1911, Tratado de Alianza y Amistad entre el G.P.I.H. y el G.O.D.F.
El 5 de noviembre de 1913, la Logia “El Centro de los Amigos” deja el G.O.D.F.
El 20 de noviembre de 1913, la Gran Logia Nacional Independiente y Regular para Francia y las Colonias Francesas (G.L.N.I.R.), creada por las Logias “El Centro de los Amigos” y “La Inglesa 204” de Burdeos, es reconocida por la Gran Logia Unida de Inglaterra.
El 25 de noviembre de 1913, el G.P.I.H. denuncia el Tratado de 1911 con el G.O.D.F. por no respetar este último sus estipulaciones (la prohibición de modificar los rituales).
El 6 de diciembre de 1913, primera Constitución de la G.L.N.I.R.: “Los trabajos serán estrictamente conformes a los Rituales del Régimen Rectificado en todas las Logias. Estos rituales fueron establecidos en 1778 y confirmados en 1782” (Artículo II). Esta Constitución es abrogada y sustituida el 4 de noviembre de 1915.
En abril de 1924, después de infructuosas negociaciones, el G.P.I.H. declara que considera la G.L.N.I.R. como “irregular en tanto que Potencia Rectificada”.
El 19 de septiembre de 1933, Camille Savoire, que había permanecido en el G.O.D.F., instala en el seno del Gran Colegio de Ritos una sección para el Rito Rectificado, tomando el título de Gran Prior.
El 23 de marzo de 1935, C. Savoire y varios otros dejan el G.O.D.F. Ese mismo día el G.P.I.H. instala la Prefectura de París y la erige en Gran Priorato de las Galias (G.P.D.G.).
Entre los días 20 y 23 de marzo de 1935, el G.P.D.G. recibe Carta constitutiva para la instalación de la Prefectura de París, bajo la égida del G.P.I.H., y Cartas Patentes para reconstituir el Régimen Escocés Rectificado en Francia, bajo la obediencia del Gran Directorio de las Galias.
Entre los días 5 al 25 de julio de 1935, Tratado de Alianza y Amistad entre el Gran Directorio de las Galias y el G.P.I.H. (que reproduce en gran parte el anterior Tratado de 1911, entre el G.P.I.H. y el G.O.D.F.).
El 24 de octubre de 1935, creación de la Gran Logia Escocesa Rectificada.
El 21 de febrero de 1938, el Gran Priorato Independiente de Helvetia recuerda oficialmente que los derechos sobre el Rito Escocés Rectificado en Francia han sido transmitidos por éste al Gran Priorato de las Galias (G.P.D.G.), restituyendo con ello el depósito recibido en 1778 cuando el Convento de las Galias.
Septiembre de 1939 hasta junio de 1947, pase a sueños del G.P.D.G. a causa de la guerra y las persecuciones antimasónicas en Francia.
Hacia finales de 1944, puesta en vigor de los trabajos de la G.L.N.I.R., que se transformará posteriormente el 29 de octubre de 1948 en Gran Logia Nacional Francesa (G.L.N.F.).
El 31 de diciembre de 1949, vuelta a las relaciones entre el G.P.I.H. y el G.P.D.G.
El 27 de enero de 1954, el G.P.I.H. confirma al G.P.D.G. la Carta y las Cartas Patentes de 1935.
El 7 de julio de 1958, firma de un Acuerdo entre la G.L.N.F. y el G.P.D.G., en virtud del cual el Gran Priorato de las Galias decide la disolución de la Gran Logia Rectificada y cede la gestión de los tres primeros grados a la Gran Logia Nacional Francesa, bajo cuya autoridad deja sus Logias de San Juan, con el compromiso de ésta de que la práctica de estos grados se hará conforme al Código masónico de las Logias Reunidas & Rectificadas de 1778, quedando las Logias de San Andrés y su Directorio, así como los Capítulos de la Orden Interior, bajo la autoridad del Gran Priorato de las Galias.
El 21 de octubre de 1965, “Adicional” al “Acuerdo” de 1958, firmado de una parte por la G.L.N.F. y por la otra por el G.P.D.G. y el Directorio Nacional de Masones Escoceses de San Andrés.
En diciembre de 1982, la Gran Logia Nacional Francesa crea la Gran Logia de España a partir de las Logias de españoles que tenía agrupadas en su Distrito de España. Entre las Logias fundadoras figuraba la R.L. Guillem de Montrodón, creada el 21 de septiembre de 1981 por la G.L.N.F. y patentada con el número 272. Esta Logia, que desde el primer momento trabajó el Rito Escocés Rectificado, constituye el principio del Régimen Escocés Rectificado en nuestro país y será la primera de las Logias del R.E.R. que posteriormente se crearían en el seno de la G.L.E.
El 10 de enero de 1984, “Declaración común” entre el Gran Maestro de la G.L.N.F. y el Gran Prior/Gran Maestro Nacional del G.P.D.G., declaración ratificada posteriormente el 21 de enero de 1991 en un “Documento de síntesis”.
El 19 de noviembre de 1989, el Gran Priorato de las Galias crea en España el Directorio que regirá en lo sucesivo las Logias de Maestros Escoceses de San Andrés y posteriormente, el 10 diciembre del mismo año, instala al Prior de España, creando con ello el Priorato de Hispania.
El 22 de marzo de 1993, el Gran Priorato de las Galias, a solicitud de un grupo de C.B.C.S. españoles, otorga Carta Patente que permite constituir Logias Rectificadas de la clase simbólica (de San Juan y San Andrés) así como Encomiendas y Prefecturas de la Orden Interior.
El 8 de enero de 1994, el Gran Priorato de Inglaterra y Gales crea en Barcelona un Gran Priorato Templario, el Gran Priorato de España. A partir de ese momento, y en cumplimiento de los acuerdos internacionales entre Grandes Prioratos que solo permiten la existencia de un Gran Priorato por país, el Gran Priorato de las Galias se ve obligado a abandonar el territorio español, pasando las dos Prefecturas de C.B.C.S. existentes y las Logias de Maestros Escoceses de San Andrés a depender administrativamente del nuevo Gran Priorato Templario.
El 13 de junio de 2000, la G.L.N.F. rompe unilateralmente y sin previo aviso los acuerdos firmados entre ésta y el G.P.D.G. Como consecuencia de ello, el Gran Priorato de las Galias, otorga Cartas Patentes a las Logias de San Juan de Rito Escocés Rectificado que habiéndose marchado de la G.L.N.F. se lo solicitan.
El 13 de enero de 2003, los Hermanos españoles del R.E.R., cansados de la incomprensión y continuas trabas impuestas para desarrollar el Régimen Escocés Rectificado en España con normalidad, deciden abandonar la G.L.E. y el G.P.E., solicitando al Directorio de las Logias Reunidas y Rectificadas del Priorato de Hispania cartas patentes para trabajar el R.E.R. con Regularidad. En esta misma fecha, el Gran Priorato de las Galias reconoce inmediatamente al Priorato de Hispania.
El 25 de enero de 2003, el Directorio de las Logias Reunidas & Rectificadas del Priorato de Hispania entrega Cartas Patentes a las RR.·. LL.·. Guillem de Montrodón nº 1, Tau nº 2, Caballeros de la Rosa nº 3 y Luz Interior nº 4, instalando a sus Venerables Maestros.
El 5 de abril de 2003 se constituye el Gran Priorato de Hispania con la instalación de su primer Gran Maestro Nacional y Gran Prior, quedando así instaurada toda la estructura necesaria a todos los niveles y en todas las clases para la práctica del Régimen Escocés & Rectificado en España.
El 16 de octubre de 2010, ante diversas irregularidades que se venían observando en el Gran Priorato de Hispania y que obligaron a dimitir a su Gran Maestro, y en un intento de este último por volver a gobernar la Orden provocando la escisión de la mayoría de Caballeros y demás Hermanos, se constituyó el Gran Priorato Rectificado de Hispania. Ese mismo día, el Gran Capítulo constituyente eligió a su Gran Maestro Nacional y Gran Prior, siendo este instalado junto con el resto de Grandes Oficiales y emitiendo el Directorio Escocés Nacional nuevas Cartas Patentes a las Logias de su jurisdicción. El Gran Priorato Rectificado de Hispania se constituyó en todas sus clases y a todos los niveles necesarios para asegurar la práctica y la transmisión íntegra del Régimen Escocés Rectificado en España según el corpus doctrinal y ritual recibido del Gran Priorato de las Galias.
El día 14 de diciembre de 2013 se celebró en Lyon una Tenida solemne del Directorio Nacional Rectificado de Francia – Gran Directorio de las Galias, donde se reafirmó el espíritu refundador de la Orden Rectificada de acuerdo a sus principios fundacionales tal como fueron establecidos por Jean-Baptiste Willermoz en el Convento de las Galias de 1778, celebrado igualmente en esta ciudad de Lyon (cuna del Fénix y capital de las Galias). El Gran Priorato Rectificado de Hispania, presente en esta ceremonia con su Gran Maestro / Gran Prior y una amplia Delegación de Dignatarios, firmó un Tratado de Amistad y Reconocimiento con el Directorio Nacional Rectificado de Francia – Gran Directorio de las Galias, reafirmando solemnemente el compromiso indefectible para el reconocimiento, la defensa y la conservación del Régimen Escocés & Rectificado en su especificidad organizativa, estructural y doctrinal, a fin de que su esencia no sea alterada por el tiempo, declarando su voluntad de promover dicho Régimen Rectificado conservando en todo momento la fidelidad íntegra a sus Principios fundacionales promulgados en el Código Masónico de las Logias Reunidas & Rectificadas de Francia y en el Código General de los Reglamentos de los Caballeros Bienhechores de la Ciudad Santa, tal como fueron aprobados por los Diputados de los Directorios en el Convento Nacional de Lyon en 1778 y ratificados en el Convento internacional de Wilhemsbad de 1782.
El 21 de septiembre de 2016 fue firmado un Tratado de Paz, Amistad y Solidaridad entre la Orden Real de Heredom de Kilwinning y el Gran Priorato Rectificado de Hispania, subrayando la necesidad de conservar y respetar absolutamente la Tradición, Usos y Costumbres y el Corpus Ritual propio de cada Obediencia.
El 17 de marzo de 2018, en Ginebra (Suiza) se firmó un Tratado de Amistad y de Reconocimiento entre el G.P.R.I.S. y el G.P.R.D.H., que fue apadrinado para esta firma por el Directorio Nacional Rectificado de Francia - Gran Directorio de las Galias. Este Tratado de Amistad y Reconocimiento se ampara en los mismos términos del que meses antes firmó el G.P.R.I.S. con el D.N.R.D.F.-G.P.D.G. en Lyon, Francia, en diciembre de 2017; reafirmando solemnemente el compromiso indefectible para el reconocimiento, la defensa y la conservación del Régimen Escocés & Rectificado en su especificidad organizativa, estructural y doctrinal, a fin de que su esencia no sea alterada por el tiempo, declarando su voluntad de promover dicho Régimen Rectificado conservando en todo momento la fidelidad íntegra a sus Principios fundacionales promulgados en el Código Masónico de las Logias Reunidas & Rectificadas de Francia y en el Código General de los Reglamentos de los Caballeros Bienhechores de la Ciudad Santa, tal como fueron aprobados por los Diputados de los Directorios en el Convento Nacional de Lyon en 1778. 
El 22 de junio de 2019, en Lisboa (Portugal), durante la celebración del solsticio de verano, se firmó un Tratado de Amistad entre la Gran Logia Soberana de Portugal y el Gran Priorato Rectificado de Hispania.